# L-Inħawi ta´ Għajn Barrani
L-Inħawi ta´ Għajn Barrani este o arie protejată (arie specială de conservare — SAC, sit de importanță comunitară — SCI) din Malta întinsă pe o suprafață de 54,56 ha, integral pe uscat.

## Localizare
Centrul sitului L-Inħawi ta´ Għajn Barrani este situat la coordonatele 36°04′09″N 14°16′13″E / 36.0693°N 14.2703°E.

## Înființare
Situl L-Inħawi ta´ Għajn Barrani a fost declarat sit de importanță comunitară în aprilie 2004.

## Biodiversitate
Situată în ecoregiunea mediteraneană, aria protejată conține 5 habitate naturale: Faleze cu vegetație de Limonium spp. endemic de pe coastele mediteraneene, Stepe sărăturate mediteraneene (Limonietalia), Tufărișuri termo-mediteraneene și de pre-deșert, Pante stâncoase calcaroase cu vegetație casmofită, Galerii și tufărișuri riverane sudice (Nerio-Tamaricetea și Securinegion tinctoriae).
La baza desemnării sitului se află o specie protejată de  plante: Hyoseris frutescens.